# Sahagún (ort)
Sahagún är en ort i Colombia. Den ligger i departementet Córdoba, i den norra delen av landet, 500 km norr om huvudstaden Bogotá. Sahagún ligger 84 meter över havet och antalet invånare är 59 188.
Terrängen runt Sahagún är platt. Runt Sahagún är det ganska tätbefolkat, med 124 invånare per kvadratkilometer. Sahagún är det största samhället i trakten. Omgivningarna runt Sahagún är huvudsakligen savann.